# Smârdan (Tulcea megye)
Smârdan község Tulcea megyében, Dobrudzsában, Romániában.

## Fekvése
A település az ország délkeleti részén található, a megyeszékhelytől, Tulcsától kilencven kilométerre északnyugatra, a Măcin-ág dunai torkolatának a jobb partján, Brăila városával szemben.

## Története
Régi török neve Geçit, románul Ghecet. 1877. május 12-én éjszaka, Ioan Murgescu admirális irányítása alatt, a Rândunica nevű román torpedónaszád itt süllyesztette el a 2500 tonnás oszmán Duba Seifi hajót. 1894-ben tiszteletükre emlékművet emeltek, melyet 1977-ben újítottak fel.

## Lakossága
A nemzetiségi megoszlás a következő:
| 2002      | 2002 | 2002   |
| --------- | ---- | ------ |
| Románok   | 1158 | 98,88% |
| Lipovánok | 8    | 0,68%  |
| Magyarok  | 3    | 0,25%  |
| Törökök   | 1    | 0,08%  |
| Görögök   | 1    | 0,08%  |
| Összesen  | 1171 | 100,0% |